# نيلز إكلوف
نيلز إكلوف (بالسويدية: Nils Eklöf)‏ (25 يوليو 1904 – 22 ديسمبر 1987) هو ملاكم سويدي راحل، مثّل بلاده في الألعاب الأولمبية الصيفية 1928.

## روابط خارجية
نيلز إكلوف على موقع أوليمبيديا (الإنجليزية)
- نيلز إكلوف على موقع اللجنة الأولمبية السويدية (السويدية)